# Adolfo Bartoli (fotografo)
Adolfo Bartoli (Roma, 12 agosto 1950 – Roma, 29 giugno 2024) è stato un direttore della fotografia italiano.

## Biografia
Dopo gli studi effettuati a Roma e a Londra, iniziò a lavorare come tecnico cinematografico. Il suo consolidamento professionale avvenne collaborando come assistente del maestro Pasqualino De Santis, premio Oscar per la fotografia nel film Romeo e Giulietta di Franco Zeffirelli. 
Collaborò inoltre con molti altri importanti Autori della Fotografia e firmò le immagini di numerosi documentari e di film.

## Filmografia parziale
- Dimensione violenza, regia di Mario Morra (1984)
- Rosso di sera, regia di Beppe Cino (1989)
- Il pozzo e il pendolo (The Pit and the Pendulum), regia di Stuart Gordon (1991)
- Il bello delle donne - serie TV (2001-2003)
- Un caso di coscienza - serie TV, 7 episodi (2010-2013)
- The Primevals, regia di David Allen (2023)